# Мсури, Джон
Джон Юда Мсури — танзанийский легкоатлет, бегун на длинные дистанции. Многократный призёр чемпионатов мира по кроссу в личном и командном первенстве. Серебряный призёр чемпионата мира по кроссу 2002 года в личном первенстве. На Лондонском марафоне 2004 года занял 9-е место с личным рекордом — 2:10.13. На мемориале Ван-Дамма 2002 года занял 7-е место в беге на 10 000 метров с личным рекордом — 27.06,17. Участвовал на олимпийских играх 2004 года на дистанции 10 000 метров, но не смог закончить дистанцию.
Личный рекорд в полумарафоне — 1:00.12.
Во время карьеры тренировался в Кении и в Калифорнии.